# Circoscrizione Como-Sondrio-Varese
La circoscrizione Como-Sondrio-Varese (o circoscrizione V) era una circoscrizione elettorale italiana per l'elezione dell'Assemblea Costituente, nel 1946, e della Camera dei deputati, dal 1948 al 1993.
Comprendeva le province di Como, Sondrio e Varese.
Era prevista dalla Tabella A di cui al decreto legislativo luogotenenziale 10 marzo 1946, n. 74, poi ripresa dalla legge 20 gennaio 1948, n. 6 e dal decreto del presidente della Repubblica 30 marzo 1957, n. 361.
Nel 1993 la circoscrizione fu soppressa contestualmente all'istituzione della Lombardia 2, comprendente anche le province di Brescia e di Bergamo (già ricomprese nella circoscrizione Brescia-Bergamo), nonché la provincia di Lecco (costituitasi nel 1992 dallo scorporo delle province di Como e di Bergamo).
Di seguito i risultati di lista e i deputati eletti, ordinati secondo il numero di preferenze ottenute.

## Elezioni politiche 1946
| Liste                                           | Voti    | %     | Seggi |
| ----------------------------------------------- | ------- | ----- | ----- |
| Democrazia Cristiana                            | 305.869 | 45,56 | 6     |
| Partito Socialista Italiano di Unità Proletaria | 228.385 | 34,02 | 5     |
| Partito Comunista Italiano                      | 84.783  | 12,63 | 1     |
| Unione Democratica Nazionale                    | 17.833  | 2,66  | -     |
| Blocco Nazionale della Libertà                  | 11.732  | 1,75  | -     |
| Partito Repubblicano Italiano                   | 9.569   | 1,43  | -     |
| Partito dei Contadini d'Italia                  | 7.103   | 1,06  | -     |
| Partito d'Azione                                | 6.039   | 0,90  | -     |
| Totale                                          | 671.313 |       | 12    |

| Democrazia Cristiana                                                                                     | Partito Socialista Italiano di Unità Proletaria                                             | Partito Comunista Italiano |
| --- | ------------------------------------------------------------------------------------------- | -------------------------- |
| - Luigi Morelli - Ezio Vanoni - Giovanni Del Curto - Enrico Tosi - Mario Martinelli - Celestino Ferrario | - Francesco Buffoni - Adriano Bernardi - Lelio Basso - Riccardo Momigliano - Enrico Mariani | - Giuliano Pajetta         |

## Elezioni politiche 1948
| Liste                                              | Voti    | %     | Seggi |
| -------------------------------------------------- | ------- | ----- | ----- |
| Democrazia Cristiana                               | 413.124 | 57,57 | 9     |
| Fronte Democratico Popolare                        | 185.258 | 25,82 | 4     |
| Unità Socialista                                   | 79.591  | 11,09 | 1     |
| Blocco Nazionale                                   | 8.570   | 1,19  | -     |
| Movimento Sociale Italiano                         | 8.193   | 1,14  | -     |
| Partito Repubblicano Italiano                      | 6.632   | 0,92  | -     |
| Partito Nazionale Monarchico - Alleanza del Lavoro | 5.700   | 0,79  | -     |
| Partito dei Contadini d'Italia                     | 4.795   | 0,67  | -     |
| Partito Comunista Internazionalista                | 3.866   | 0,54  | -     |
| Blocco Popolare Unionista                          | 1.301   | 0,18  | -     |
| Movimento Nazionalista per la Democrazia Sociale   | 603     | 0,08  | -     |
| Totale                                             | 717.633 |       | 14    |

| Democrazia Cristiana | Fronte Democratico Popolare                                               | Unità Socialista      |
| --- | ------------------------------------------------------------------------- | --------------------- |
| - Mario Martinelli - Celestino Ferrario - Mario Melloni - Luigi Morelli - Athos Valsecchi - Antonio Luigi Lombardini - Carlo Repossi - Enrico Tosi - Giovanni Gasparoli | - Giuliano Pajetta - Gabriele Invernizzi - Giovanni Grilli - Cesare Bensi | - Virginio Bertinelli |

## Elezioni politiche 1953
| Liste                                   | Voti    | %     | Seggi |
| --------------------------------------- | ------- | ----- | ----- |
| Democrazia Cristiana                    | 379.358 | 51,15 | 9     |
| Partito Socialista Italiano             | 143.415 | 19,34 | 3     |
| Partito Comunista Italiano              | 82.857  | 11,17 | 2     |
| Partito Socialista Democratico Italiano | 45.058  | 6,08  | 1     |
| Partito Nazionale Monarchico            | 32.806  | 4,42  | -     |
| Movimento Sociale Italiano              | 24.700  | 3,33  | -     |
| Partito Liberale Italiano               | 15.540  | 2,10  | -     |
| Unità Popolare                          | 10.430  | 1,41  | -     |
| Partito Repubblicano Italiano           | 4.872   | 0,66  | -     |
| Alleanza Democratica Nazionale          | 2.627   | 0,35  | -     |
| Totale                                  | 741.663 |       | 15    |

| Democrazia Cristiana | Partito Socialista Italiano        | Partito Comunista Italiano | Partito Socialista Democratico Italiano |
| --- | ---------------------------------- | -------------------------- | --------------------------------------- |
| - Mario Martinelli - Luigi Morelli - Mario Melloni - Athos Valsecchi - Pio Alessandrini - Fulvio Fabbri - Luigi Michele Galli - Ugo Bartesaghi - Carlo Repossi | - Cesare Bensi - Francesco Mariani | - Teresa Noce              | - Virginio Bertinelli                   |

## Elezioni politiche 1958
| Liste                                            | Voti    | %     | Seggi |
| ------------------------------------------------ | ------- | ----- | ----- |
| Democrazia Cristiana                             | 418.045 | 51,29 | 8     |
| Partito Socialista Italiano                      | 165.314 | 20,28 | 3     |
| Partito Comunista Italiano                       | 94.407  | 11,58 | 2     |
| Partito Socialista Democratico Italiano          | 53.994  | 6,62  | 1     |
| Partito Liberale Italiano                        | 27.127  | 3,33  | -     |
| Movimento Sociale Italiano                       | 24.220  | 2,97  | -     |
| Partito Nazionale Monarchico                     | 20.726  | 2,54  | -     |
| Partito Monarchico Popolare                      | 4.816   | 0,59  | -     |
| Partito Repubblicano Italiano - Partito Radicale | 4.736   | 0,58  | -     |
| Movimento Autonomia Regionale Piemontese         | 1.714   | 0,21  | -     |
| Totale                                           | 815.099 |       | 14    |

| Democrazia Cristiana | Partito Socialista Italiano                 | Partito Comunista Italiano             | Partito Socialista Democratico Italiano |
| --- | ------------------------------------------- | -------------------------------------- | --------------------------------------- |
| - Mario Martinelli - Carlo Repossi - Pio Alessandrini - Giuseppe Terragni - Athos Valsecchi - Primo Buzzetti - Pierino Azimonti - Luigi Michele Galli | - Cesare Bensi - Renzo Pigni - Franco Zappa | - Ugo Bartesaghi - Gabriele Invernizzi | - Virginio Bertinelli                   |

## Elezioni politiche 1963
| Liste                                            | Voti    | %     | Seggi |
| ------------------------------------------------ | ------- | ----- | ----- |
| Democrazia Cristiana                             | 413.203 | 46,04 | 9     |
| Partito Socialista Italiano                      | 177.803 | 19,81 | 4     |
| Partito Comunista Italiano                       | 122.130 | 13,61 | 2     |
| Partito Liberale Italiano                        | 75.098  | 8,37  | 1     |
| Partito Socialista Democratico Italiano          | 67.813  | 7,56  | 1     |
| Movimento Sociale Italiano                       | 26.966  | 3,00  | -     |
| Partito Democratico Italiano di Unità Monarchica | 10.708  | 1,19  | -     |
| Partito Repubblicano Italiano                    | 3.843   | 0,43  | -     |
| Totale                                           | 897.564 |       | 17    |

| Democrazia Cristiana | Partito Socialista Italiano                                        | Partito Comunista Italiano          | Partito Liberale Italiano | Partito Socialista Democratico Italiano |
| --- | ------------------------------------------------------------------ | ----------------------------------- | ------------------------- | --------------------------------------- |
| - Luigi Borghi - Ubaldo De Ponti - Pio Alessandrini - Luigi Michele Galli - Primo Buzzetti - Arnaldo Racchetti - Angelo Bonaiti - Gilberto Bosisio - Vittorio Calvetti | - Franco Zappa - Renzo Pigni - Cesare Bensi - Libero Della Briotta | - Ugo Bartesaghi - Ezio Battistella | - Giovanni Botta          | - Virginio Bertinelli                   |

## Elezioni politiche 1968
| Liste                                            | Voti    | %     | Seggi |
| ------------------------------------------------ | ------- | ----- | ----- |
| Democrazia Cristiana                             | 459.203 | 47,75 | 9     |
| Partito Socialista Unificato                     | 175.527 | 18,25 | 3     |
| Partito Comunista Italiano                       | 160.172 | 16,66 | 3     |
| Partito Liberale Italiano                        | 66.950  | 6,96  | 1     |
| Partito Socialista Italiano di Unità Proletaria  | 58.864  | 6,12  | 1     |
| Movimento Sociale Italiano                       | 24.565  | 2,55  | -     |
| Partito Repubblicano Italiano                    | 7.268   | 0,76  | -     |
| Partito Democratico Italiano di Unità Monarchica | 7.056   | 0,73  | -     |
| Nuova Repubblica                                 | 2.079   | 0,22  | -     |
| Totale                                           | 961.684 |       | 17    |

| Democrazia Cristiana | Partito Socialista Unificato                         | Partito Comunista Italiano                            | Partito Liberale Italiano | Partito Socialista italiano di Unità Proletaria |
| --- | ---------------------------------------------------- | ----------------------------------------------------- | ------------------------- | ----------------------------------------------- |
| - Luigi Michele Galli - Giuseppe Zamberletti - Pierino Azimonti - Aristide Marchetti - Luigi Borghi - Vittorio Calvetti - Eugenio Tarabini - Ubaldo De Ponti - Arnaldo Racchetti | - Cesare Bensi - Franco Zappa - Libero Della Briotta | - Ugo Bartesaghi - Ezio Battistella - Vincenzo Corghi | - Pietro Serrentino       | - Renzo Pigni                                   |

## Elezioni politiche 1972
| Liste                                           | Voti      | %     | Seggi |
| ----------------------------------------------- | --------- | ----- | ----- |
| Democrazia Cristiana                            | 471.005   | 45,91 | 9     |
| Partito Comunista Italiano                      | 182.220   | 17,76 | 3     |
| Partito Socialista Italiano                     | 130.761   | 12,75 | 2     |
| Partito Socialista Democratico Italiano         | 69.158    | 6,74  | 1     |
| Partito Liberale Italiano                       | 55.290    | 5,39  | 1     |
| Movimento Sociale Italiano - Destra Nazionale   | 51.826    | 5,05  | 1     |
| Partito Repubblicano Italiano                   | 26.576    | 2,59  | -     |
| Partito Socialista Italiano di Unità Proletaria | 24.090    | 2,35  | -     |
| Il manifesto                                    | 6.931     | 0,68  | -     |
| Movimento Politico dei Lavoratori               | 5.966     | 0,58  | -     |
| Partito Comunista (Marxista-Leninista) Italiano | 2.000     | 0,19  | -     |
| Totale                                          | 1.025.823 |       | 17    |

| Democrazia Cristiana | Partito Comunista Italiano                            | Partito Socialista Italiano                   |
| --- | ----------------------------------------------------- | --------------------------------------------- |
| - Luigi Borghi - Vittorio Calvetti - Gianfranco Aliverti - Enzo Luraschi - Giuseppe Zamberletti - Luigi Michele Galli - Eugenio Tarabini - Italo Bellotti - Aristide Marchetti | - Aldo Tortorella - Claudio Donelli - Vincenzo Corghi | - Libero Della Briotta - Cesare Bensi         |
| Partito Socialista Democratico Italiano | Partito Liberale Italiano                             | Movimento Sociale Italiano - Destra Nazionale |
| - Mauro Ferri | - Pietro Serrentino                                   | - Giovanni Andrea Borromeo D'Adda             |

## Elezioni politiche 1976
| Liste                                         | Voti      | %     | Seggi |
| --------------------------------------------- | --------- | ----- | ----- |
| Democrazia Cristiana                          | 515.915   | 45,43 | 9     |
| Partito Comunista Italiano                    | 308.481   | 27,17 | 5     |
| Partito Socialista Italiano                   | 134.459   | 11,84 | 2     |
| Partito Socialista Democratico Italiano       | 42.539    | 3,75  | -     |
| Movimento Sociale Italiano - Destra Nazionale | 41.224    | 3,63  | 1     |
| Partito Repubblicano Italiano                 | 37.849    | 3,33  | 1     |
| Democrazia Proletaria                         | 23.152    | 2,04  | 1     |
| Partito Liberale Italiano                     | 20.029    | 1,76  | -     |
| Partito Radicale                              | 11.886    | 1,05  | -     |
| Totale                                        | 1.135.534 |       | 19    |

| Democrazia Cristiana | Partito Comunista Italiano                                                                               | Partito Socialista Italiano       |
| --- | --- | --------------------------------- |
| - Giuseppe Zamberletti - Gianfranco Aliverti - Mario Martinelli - Costante Portatadino - Ezio Citterio - Paolo Enrico Moro - Francesco Casati - Luigi Michele Galli - Luciano Forni | - Gian Carlo Pajetta - Vincenzo Corghi - Claudio Donelli - Maria Agostina Pellegatta - Guido Alborghetti | - Michele Zuccalà - Marte Ferrari |
| Movimento Sociale Italiano - Destra Nazionale | Partito Repubblicano Italiano                                                                            | Democrazia Proletaria             |
| - Giovanni Andrea Borromeo D'Adda | - Susanna Agnelli                                                                                        | - Luciana Castellina              |

## Elezioni politiche 1979
| Liste                                         | Voti      | %     | Seggi |
| --------------------------------------------- | --------- | ----- | ----- |
| Democrazia Cristiana                          | 498.172   | 43,60 | 9     |
| Partito Comunista Italiano                    | 267.418   | 23,40 | 5     |
| Partito Socialista Italiano                   | 143.174   | 12,53 | 2     |
| Partito Socialista Democratico Italiano       | 49.799    | 4,36  | 1     |
| Partito Radicale                              | 41.041    | 3,59  | 1     |
| Movimento Sociale Italiano - Destra Nazionale | 38.096    | 3,33  | -     |
| Partito Repubblicano Italiano                 | 33.441    | 2,93  | 1     |
| Partito Liberale Italiano                     | 32.807    | 2,87  | 1     |
| Partito di Unità Proletaria                   | 20.490    | 1,79  | -     |
| Nuova Sinistra Unita                          | 10.113    | 0,89  | -     |
| Democrazia Nazionale                          | 8.114     | 0,71  | -     |
| Totale                                        | 1.142.665 |       | 20    |

| Democrazia Cristiana | Partito Comunista Italiano                                                                       | Partito Socialista Italiano       | Partito Socialista Democratico Italiano |
| --- | ------------------------------------------------------------------------------------------------ | --------------------------------- | --------------------------------------- |
| - Giuseppe Zamberletti - Gianfranco Aliverti - Italo Briccola - Paolo Enrico Moro - Francesco Casati - Ezio Citterio - Costante Portatadino - Luigi Michele Galli - Paolo Caccia | - Aldo Tortorella - Guido Alborghetti - Giuseppe Gatti - Giovanni Bettini - Gianfranco Tagliabue | - Francesco Forte - Marte Ferrari | - Giovanni Cuojati                      |
| Partito Radicale | Partito Repubblicano Italiano                                                                    | Partito Liberale Italiano         |                                         |
| - Sergio Stanzani | - Giovanni Spadolini                                                                             | - Cesare Zappulli                 |                                         |

## Elezioni politiche 1983
| Liste                                         | Voti      | %     | Seggi |
| --------------------------------------------- | --------- | ----- | ----- |
| Democrazia Cristiana                          | 419.827   | 36,76 | 8     |
| Partito Comunista Italiano                    | 261.257   | 22,87 | 5     |
| Partito Socialista Italiano                   | 146.469   | 12,82 | 2     |
| Partito Repubblicano Italiano                 | 76.692    | 6,71  | 1     |
| Movimento Sociale Italiano - Destra Nazionale | 60.774    | 5,32  | 1     |
| Partito Socialista Democratico Italiano       | 52.312    | 4,58  | 1     |
| Partito Liberale Italiano                     | 46.992    | 4,11  | 1     |
| Partito Radicale                              | 28.882    | 2,53  | 1     |
| Partito Nazionale Pensionati                  | 23.394    | 2,05  | -     |
| Democrazia Proletaria                         | 22.780    | 1,99  | -     |
| Lista per Trieste                             | 2.794     | 0,24  | -     |
| Totale                                        | 1.142.173 |       | 20    |

| Democrazia Cristiana | Partito Comunista Italiano                                                               | Partito Socialista Italiano       | Partito Repubblicano Italiano |
| --- | ---------------------------------------------------------------------------------------- | --------------------------------- | ----------------------------- |
| - Giuseppe Zamberletti - Paolo Caccia - Costante Portatadino - Paolo Enrico Moro - Francesco Casati - Stefano Rossattini - Carlo Senaldi - Italo Briccola | - Aldo Tortorella - Francesco Pintus - Guido Alborghetti - Ettore Masina - Ivanne Trebbi | - Francesco Forte - Marte Ferrari | - Giorgio La Malfa            |
| Movimento Sociale Italiano - Destra Nazionale | Partito Socialista Democratico Italiano                                                  | Partito Liberale Italiano         | Partito Radicale              |
| - Giovanni Pellegatta | - Giovanni Cuojati                                                                       | - Pietro Serrentino               | - Marcello Crivellini         |

## Elezioni politiche 1987
| Liste                                         | Voti      | %     | Seggi |
| --------------------------------------------- | --------- | ----- | ----- |
| Democrazia Cristiana                          | 435.127   | 35,54 | 7     |
| Partito Comunista Italiano                    | 223.115   | 18,22 | 4     |
| Partito Socialista Italiano                   | 215.540   | 17,60 | 4     |
| Lega Lombarda                                 | 82.010    | 6,70  | 1     |
| Movimento Sociale Italiano - Destra Nazionale | 55.762    | 4,55  | 1     |
| Partito Repubblicano Italiano                 | 43.196    | 3,53  | 1     |
| Lista Verde                                   | 38.502    | 3,14  | 1     |
| Partito Radicale                              | 32.762    | 2,68  | -     |
| Partito Liberale Italiano                     | 32.679    | 2,67  | 1     |
| Partito Socialista Democratico Italiano       | 31.219    | 2,55  | -     |
| Democrazia Proletaria                         | 22.639    | 1,85  | -     |
| Liga Veneta - Pensionati Uniti                | 9.290     | 0,76  | -     |
| Partito Sardo d'Azione                        | 1.609     | 0,13  | -     |
| Alleanza Popolare                             | 964       | 0,08  | -     |
| Totale                                        | 1.224.414 |       | 20    |

| Democrazia Cristiana | Partito Comunista Italiano                                                    | Partito Socialista Italiano                                     | Lega Lombarda             |
| --- | ----------------------------------------------------------------------------- | --------------------------------------------------------------- | ------------------------- |
| - Giuseppe Zamberletti - Paolo Caccia - Costante Portatadino - Francesco Casati - Eugenio Tarabini - Carlo Senaldi - Giancarlo Galli | - Aldo Tortorella - Guido Alborghetti - Luigi Mombelli - Gianfranco Tagliabue | - Francesco Forte - Andrea Buffoni - Marte Ferrari - Dino Mazza | - Umberto Bossi           |
| Movimento Sociale Italiano - Destra Nazionale                                                                                        | Partito Repubblicano Italiano                                                 | Lista Verde                                                     | Partito Liberale Italiano |
| - Giovanni Pellegatta | - Giovanni Spadolini                                                          | - Sergio Andreis                                                | - Pietro Serrentino       |

## Elezioni politiche 1992
| Liste                                         | Voti      | %     | Seggi |
| --------------------------------------------- | --------- | ----- | ----- |
| Lega Nord                                     | 365.284   | 28,55 | 6     |
| Democrazia Cristiana                          | 326.803   | 25,54 | 5     |
| Partito Socialista Italiano                   | 169.859   | 13,27 | 3     |
| Partito Democratico della Sinistra            | 108.114   | 8,45  | 2     |
| Partito della Rifondazione Comunista          | 51.163    | 4,00  | 1     |
| Movimento Sociale Italiano - Destra Nazionale | 40.331    | 3,15  | 1     |
| Federazione dei Verdi                         | 39.264    | 3,07  | 1     |
| Partito Repubblicano Italiano                 | 38.314    | 2,99  | -     |
| Partito Liberale Italiano                     | 30.292    | 2,37  | -     |
| La Lega Casalinghe Pensionati                 | 24.795    | 1,94  | -     |
| Partito Socialista Democratico Italiano       | 21.667    | 1,69  | -     |
| La Rete                                       | 21.444    | 1,68  | -     |
| Lista Marco Pannella                          | 14.919    | 1,17  | -     |
| Partito Pensionati                            | 13.184    | 1,03  | -     |
| Sì Referendum                                 | 9.449     | 0,74  | -     |
| Caccia Pesca Ambiente                         | 2.971     | 0,23  | -     |
| Federalismo                                   | 1.762     | 0,14  | -     |
| Totale                                        | 1.279.615 |       | 19    |

| Lega Nord | Democrazia Cristiana                                                                          | Partito Socialista Italiano                            | Partito Democratico della Sinistra   |
| --- | --------------------------------------------------------------------------------------------- | ------------------------------------------------------ | ------------------------------------ |
| - Roberto Maroni - Roberto Castelli - Fiorello Provera - Luca Leoni Orsenigo - Gabriele Ostinelli - Marco Sartori | - Paolo Caccia - Eugenio Tarabini - Domenico Galbiati - Gianfranco Aliverti - Giancarlo Galli | - Andrea Buffoni - Marte Ferrari - Pierluigi Polverari | - Vincenzo Ciabarri - Luigi Mombelli |
| Partito della Rifondazione Comunista                                                                              | Movimento Sociale Italiano - Destra Nazionale                                                 | Federazione dei Verdi                                  |                                      |
| - Eugenio Melandri                                                                                                | - Alessio Butti                                                                               | - Edoardo Ronchi                                       |                                      |